# Alacarte
Alacarte (ср. с «à la carte» — фразой, связанной с меню) — редактор меню для рабочей среды GNOME. Начиная с GNOME версии 2.16 Alacarte официально является её частью. Распространяется свободно на условиях GNU General Public License.